# کربونیل

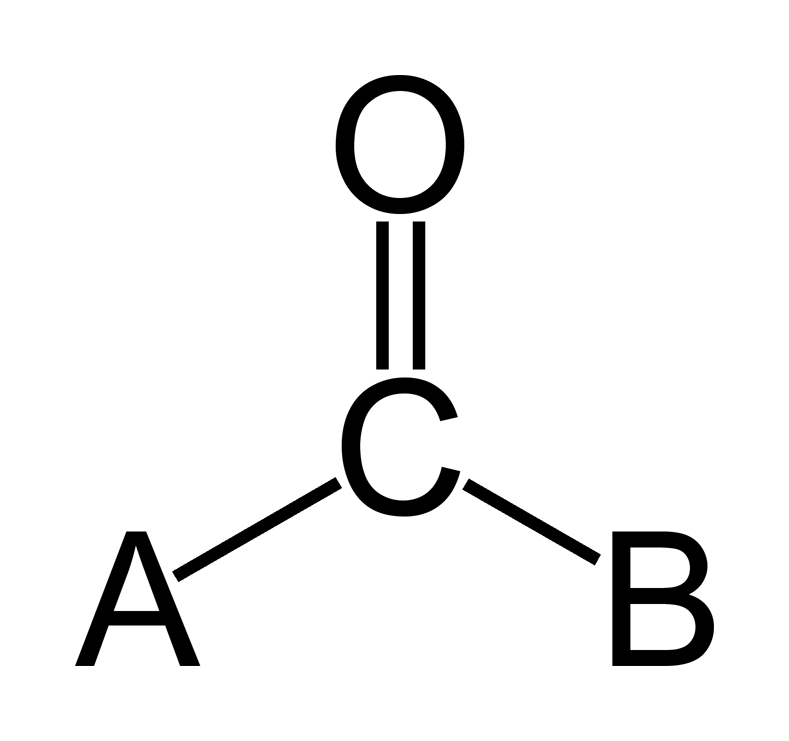
ساختار عمومی کربونیل ها

کربونیل (به انگلیسی: Carbonyl) دسته‌ای بزرگ از ترکیبات آلی است که در آن یک اتم کربن به یک اتم اکسیژن با یک پیوند دوگانه متصل است. همچنین این گروه عاملی در ترکیبات معدنی و ترکیبات کمپلکس نیز وجود دارد. در جدول‌های زیر، بعضی از گروه‌های عاملیِ شامل گروه کربونیل، نشان داده شده است. هر چقدر گروه الکیلی کربونیل بزرگتر باشد خواص کووالانسی و رزونانسی آن کمتر خواهد شد و تمایل به یک فرم دی هیدرال شدن در آن بیشتر می شود.
| ترکیب       | آلدهید | کتون  | کربوکسیلیک اسید | استر   | آمید      |
| ساختار      | آلدهید | کتون  | کربوکسیلیک اسید | استر   | آمید      |
| فرمول عمومی | RCHO   | RCOR' | RCOOH           | RCOOR' | RCONR'R'' |

| ترکیب       | انون               | آسیل هالید | اسید انیدرید | ایمید              |
| ساختار      | انون               | آسیل کلرید | اسید انیدرید | ایمید              |
| فرمول عمومی | RC(O)C(R')CR''R''' | RCOX       | (RCO)2O      | RC(O)N(R')C(O)R''' |

دیگر کربنیل های آلی اوره و کربامات هستند، مشتقات کلر کلرید های آکیل کلرید و فسژن، استرهای کربنات، تریستران، لاکتون، لاکتام، هیدروکسیمها و ایزوسیانات ها.  نمونه هایی از ترکیبات کربونیک معدنی، دی اکسید کربن و کربنیل سولفید است